# Leptinotarsa
Genre
Leptinotarsa est un genre d'insectes coléoptères de la famille des Chrysomelidae qui compte une trentaine d'espèces. La plus connue est le doryphore, principal insecte ravageur des cultures de pomme de terre.

## Liste d'espèces
Selon Catalogue of Life (29 août 2014) et ITIS (29 août 2014) :
- Leptinotarsa behrensi Harold, 1877
- Leptinotarsa collinsi Wilcox, 1972
- Leptinotarsa decemlineata (Say, 1824)
- Leptinotarsa defecta (Stål, 1859)
- Leptinotarsa haldemani (Rogers, 1856)
- Leptinotarsa juncta (Germar, 1824)
- Leptinotarsa lineolata (Stål, 1863)
- Leptinotarsa peninsularis Horn, 1894
- Leptinotarsa rubiginosa (Rogers, 1856)
- Leptinotarsa texana Schaeffer, 1906
- Leptinotarsa tlascalana Stål, 1858
- Leptinotarsa tumamoca Tower, 1918

Selon NCBI (19 juillet 2021) :
- Leptinotarsa cacica
- Leptinotarsa dahlbomi
- Leptinotarsa decemlineata
- Leptinotarsa defecta
- Leptinotarsa haldemani
- Leptinotarsa juncta
- Leptinotarsa lineolata
- Leptinotarsa peninsularis
- Leptinotarsa rubiginosa
- Leptinotarsa texana
- Leptinotarsa tumamoca
- Leptinotarsa undecemlineata